# Lesja
Lesja är en tätort och kyrkby som utgör centralort i Lesja kommun i Innlandet fylke i Norge.  Orten ligger i Gudbrandsdalen, vid Europaväg 136 och Raumabanan, på norra sidan av älven Gudbrandsdalslågen. Här finns Lesja kyrka.